# كريستين نايس
كريستين نايس (بالنرويجية: Kristine Næss)‏ (10 مايو 1964، أوسلو في النرويج)؛ كاتِبة ومؤلِّفة، محررة وشاعرة نرويجية.